# Donja Vrijeska
Donja Vrijeska is een plaats in de gemeente Đulovac in de Kroatische provincie Bjelovar-Bilogora. De plaats telt 121 inwoners (2001).